# Efthymios Kanellopoulos
Efthymios Kanellopoulos (griechisch Ευθύμιος Κανελλόπουλος, * 15. Juli 1872; † Mai 1933  in Bern) war ein griechischer Botschafter sowie Außen- und Wirtschaftsminister. 

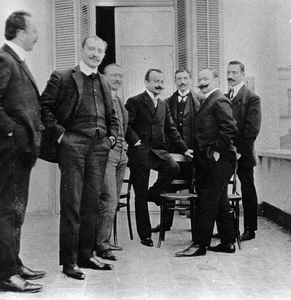
Von links: Miltiadis Terkas, Efthymios Kanellopoulos, Alexandros Mazarakis, Georgios Choneos, G. Papageorgiou, Dimitrios Kakavos, Kyriakos Tavoularis. Von 30. September bis 27. November 1922 war er Außen- und Wirtschaftsminister in der Regierung von Sotirios Krokidas.

## Leben
Efthymios Kanellopoulos war der Sohn von Sofia Landerer und Charalambos Kanellopoulos.
1901 trat er in den auswärtigen Dienst. Er wurde in folgenden Konsulaten beschäftigt: 
- 1901–1906: Istanbul und Vryoulla Kleinasien
- 1908–1910: Thessaloniki
- 1913: Bukarest
- 1914: Wien
- 1917: Alexandria
- 1918: London

Von 1919 bis 1921 war er Hochkommissar in Istanbul. Von 1923 bis 1930 war er Botschafter in Berlin. Von 1931 bis Mai 1933 war er Botschafter in Bern.